# 1998년 전미 비평가 협회상
제33회 전미 비평가 협회상은 1998년 최고의 영화를 기리기 위해 1999년 1월에 열린 시상식이다.

## 수상 및 후보

### 작품상
- 표적 수상

### 감독상
- 표적 - 스티븐 소더버그 수상

### 여우주연상
- 하이 아트 - 알리 쉬디 수상

### 남우주연상
- 어플릭션 - 닉 놀테 수상

### 여우조연상
- 셰익스피어 인 러브 - 주디 덴치 수상

### 남우조연상
- 맥스군 사랑에 빠지다 - 빌 머레이 수상

### 각본상
- 표적 - 스콧 프랭크 수상